# アレクサンドル・ヤコヴレフ (1900年生の政治家)
アレクサンドル・イヴァノヴィチ・ヤコヴレフ（ロシア語: Александр Иванович Яковлев, ラテン文字転写: Aleksandr Ivanovich Yakovlev、1900年 - 1937年11月27日）は、ソビエト連邦の政治家・官僚。

## 生涯

### 前半生
1900年、ロシア帝国ヴォルィーニ県ベロシチに生まれたユダヤ人。能力は高かったが、差別と貧困のため中等学校も終了することができなかった。
1917年の二月革命に影響を受け、同年7月からボリシェヴィキ党員となる。翌1918年春には演説家としての頭角を現し、党エカテリノダール委員会メンバーに選出された。内戦期には赤軍に従軍し、1923年3月にはロシア共産党第10回大会に出席。同月のクロンシュタットの反乱鎮圧にも参加した。
その後はバクーで活動し、1924年に党中央委附属マルクス・レーニン主義コースを修了した後は農業分野で働いた。1920年代半ばにはヨシフ・スターリンとの知遇を得、その引き立てによって全ロシア農業同盟理事や全連邦共産党中央委政治局農業同盟成果集計委メンバーに就いた。1927年12月19日から1934年1月26日まで党中央統制委に属し、1927年12月には党中央委村部責任教官に昇任。同時にモスクワ市委メンバーとしてニコライ・ウグラーノフの下で働いた。しかし、翌1928年10月に行われたモスクワ党組織の「右傾化」メンバー粛清によってウグラーノフ、ヴァシリー・コトフ (ru) とともにモスクワ市委から解任された。その後、党中央委組織局への所属願いは拒否されたが、政治局によってウラル州に送られ、1929年から翌1930年5月まで州統制委議長に就いた。

### 1930年代
その後は党中央委組織部部長ラーザリ・カガノーヴィチによってザカフカース地方に送られ、5月18日から地方統制委議長、30日からザカフカース社会主義連邦ソビエト共和国労農監査人民委員を11月まで務めた（この人事は、スターリンによるザカフカース党組織の若返りを狙ったものとみられる）。1930年7月13日から1932年2月4日まで中央統制委幹部会メンバー候補にも就いた。1930年11月の「スィルツォフ＝ロミナゼ反党グループ事件」(en) によるザカフカース党組織の粛清に伴い
、同月19日から党ザカフカース地方委第三書記に昇任。しかし、新任の第一書記ラヴレンチー・カルトヴェリシュヴィリによって反党グループとの関わりを非難され、翌1931年11月9日に第三書記を解任された。
その後、ザカフカースで貴金属部門に関わった経歴を買われ、ヤコヴレフは政治局によってイルクーツクに送られた。そして、1931年11月から同地の「ヴォストークゾロト」トラスト長として、西シベリア地方、東シベリア地方 (ru)、極東地方、ヤクート自治共和国の金・プラチナ鉱業の採掘・加工・盗掘対策を監督した。しかし1933年4月、政治局とソビエト連邦人民委員会議は（実際には増産があったにもかかわらず）ノルマ負達成を理由にヤコヴレフをトラスト長から解任した。
翌5月、組織局と連邦農業副人民委員アレクサンドル・クリニツキー、ニジエ・ヴォリスク地方委第一書記ウラジーミル・プトゥハの合意によって、ヤコヴレフはスターリングラードに送られ、1934年まで党ニジエ・ヴォリスク地方とスターリングラード地方 (ru) の機械・トラクターステーション政治部およびソフホーズ土地管理部部長を務めた。
同年からは党中央委附属党統制委のサラトフ地方 (ru) およびサラトフ州担当官を務めていたが、在職中の1937年7月20日に逮捕され、11月27日に連邦最高裁軍事参議会によって反革命的テロ組織への参加を理由に死刑判決を下され、同日銃殺された（妻も同様に処刑された）。ヤコヴレフは新ドン墓地に葬られていたが、1956年4月に名誉回復がなされた。